# Anurognathus
Az Anurognathus a hüllők (Reptilia vagy Sauropsida) osztályának a pteroszauruszok (Pterosauria) rendjébe, ezen belül a Rhamphorhynchoidea alrendjébe és Anurognathidae családjába tartozó nem.

## Tudnivalók
Az Anurognathus ammoni 150–145 millió évvel ezelőtt élt a felső jura korban.
Az Anurognathus kis testű pterosaurus volt, így az archosauriákhoz tartozott, mint a dinoszauruszok. A testhossz kicsi, alig kilenc centiméteres, míg a szárnyfesztávolsága körülbelül 50 cm. Testtömege 3–7 gramm lehetett. A farka rövid, csonkszerű. Az Anurognathus feje alig 2 centiméter hosszú volt, tele tűhegyes fogakkal. A rövid, mély koponya jellemző a korai pterosaurusokra. Idővel a csoportban hosszabb és keskenyebb fej alakult ki. Az Anurognathus táplálékát csak rovarok alkották.
A paleontológusok szerint az Anurognathus fátyolkákra és szitakötőkra vadászott, de egyes szitakötő-fajok túl nagyok voltak ahhoz, hogy elbírjon velük. Egyesek szerint az Anurognathus a nagy sauropodák hátán ült, és onnan indult vadászni a megzavart vagy élősködő rovarok után. Ezt a viselkedést manapság is megfigyelhetjük egyes madarak esetében. Egyes madarak a legelésző állatok hátán ülnek és várják, hogy a megzavart rovarok kitérjenek a növényevők elől.

## Lelőhelyek
Csak egyetlen Anurognathus csontvázat találtak eddig. Ez Németországban, a bajorországi Solnhofen mészkőbányában került elő a litográf palába ágyazódva. Ennek alapján írták le a nemet és egyetlen faját, az A. ammonit.